# الإسلام في تركيا

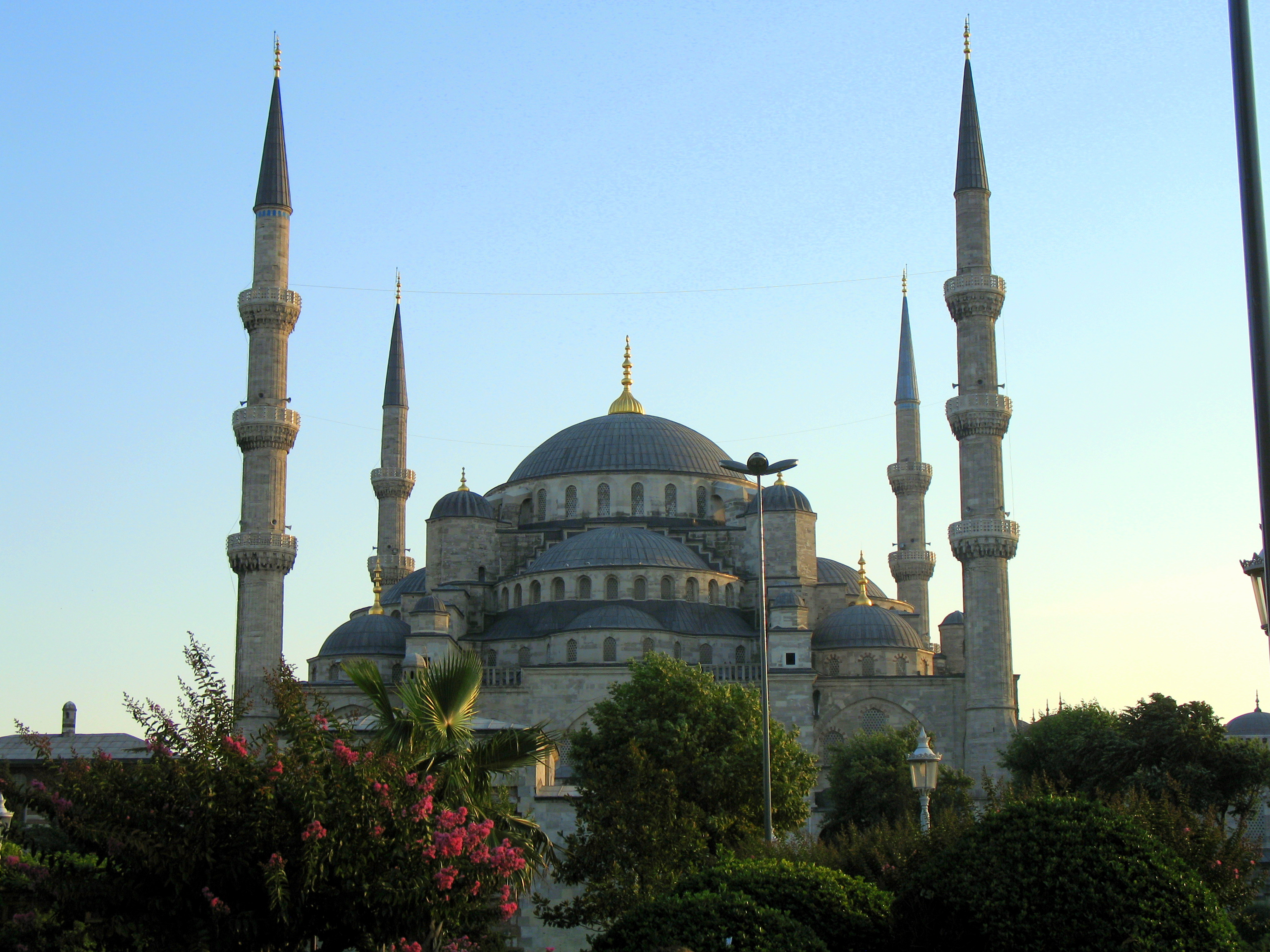
مسجد السلطان أحمد، أو المسجد الأزرق

تعتبر جمهورية تركيا إحدى دول العالم الإسلامي وتبلغ نسبة المسلمين في تركيا قرابة 97.8% من الشعب التركي وتتبع الغالبية منهم المذهب السني. وقسم اخر من المذهب الشيعي الاثنا عشري ولا ينص الدستور التركي على دين رسمي للدولة التركية، بل يكفل حرية المعتقد والدين للمواطنين الأتراك على النحو الذي يرغبونه دون إكراه أو إلزام.
وعلى الرغم من التاريخ الإسلامي الحافل للأتراك فترة الخلافة العثمانية إلا أن الجمهورية التركية الحديثة التي أسسها كمال أتاتورك كادت تكون قد قطعت الصلة بينها وبين هذا التاريخ الإسلامي على المستويين التشريعي والقانوني للدولة التركية حيث تبنت النهج العلماني كنظام حكم بعد قيامها سنة 1923.
وبالرغم من تمسك الدولة التركية بالقيم العلمانية على المستوى الرسمي إلا أن الإسلام احتفظ بحضوره القوي في أوساط الشعب التركي، وهو ما أدى في خمسينيات القرن العشرين إلى إفصاح بعض السياسيين الأتراك عن ميولهم الإسلامية ومحاولتهم الاستفادة من المكانة الشعبية للإسلام في تقديم خططهم لنهضة جمهورية تركيا وحل مشكلاتها، غير أن هذه الأصوات عورضت من قبل أغلبية النخبة العلمانية الحاكمة لتركيا وذلك لاعتقادها بأن العلمانية تعتبر مبدًأ راسخًا قامت على أساسه الدولة التركية الحديثة ولا ينبغي تجاوزه، ولعل هذا التعصب من قبل القادة الأتراك للقيم العلمانية أدى بشكل تدريجي إلى استقطاب المجتمع التركي نحو إيثار عودة الإسلام كنظام للحكم في تركيا وهو ما دفع بدوره بحلول الثمانينات من القرن العشرين إلى ظهور جيل من السياسيين الأتراك أخذوا علانية في تحدي النخبة العلمانية الحاكمة لبلادهم والمناداة بعودة الحكم الإسلامي في تركيا.
الإسلام في تركيا

## إعادة صلاحية عقد القران للعلماء المسلمين
في يوم 18 تشرين الأول (أكتوبر) 2017، أقر البرلمان التركي مشروع قرار يمنح دوائر الإفتاء في المحافظات التركية صلاحية عقد القران بين الأزواج المسلمين بالبلاد، بعد أن كانت حكرًا على موظفي دوائر شؤون الزواج في البلديات منذ عهد الزعيم التركي مصطفى كمال أتاتورك، الذي أسس الدولة التركية الحديثة وتبنى العلمانية نهجًا للبلاد، لتعود تلك الصلاحية لِلعلماء المسلمين لأول مرة منذ قيام الجمهورية التركية الحديثة. وكان البرلمان قد وافق في جلسته على تعديل 6 مواد في الدستور التركي بعد أن صوّت نواب حزبي العدالة والتنمية الحاكم ذو الآيدلوجيا الإسلامية وحزب الحركة القومية بالموافقة، في حين اعترض حزب الشعب الجمهوري المعارض برفقة حزب الشعوب الديمقراطي الكردي على التعديلات. وقد اعتبرت أحزاب المعارضة التركية وجمعيات المرأة، أن هذا تعدٍ على حقوق النساء وخرقٌ لدستور البلاد. وقد دافع حزبا العدالة والتنمية والحركة القومية عن القانون، مؤكدَين أنه يأتي في إطار حماية بعض الأُسر التركية المسلمة من مأزق الزواج غير القانوني، حيث يلجأ البعض إلى الزواج عن طريق أئمة المساجد دون تسجيل الزواج في الدوائر الرسمية، مما يعرضهم للعقوبات القانونية التي يصعب تفاديها فيما بعد.

## وصلات خارجية
- الحركة الإسلامية في تركيا: أزمة العلمانية الشاملة، الجزيرة نت، 31 أكتوبر 2006